# Tenement Symphony
Tenement Symphony (с подзаголовком Kies und Glanz • Grit and Glitter • Grès et Paillettes, в переводе «Гравий и блёстки») — седьмой студийный альбом английского певца и автора песен Марка Алмонда. Он был выпущен в октябре 1991 года и достиг 39-го места в чарте альбомов Великобритании. Выходу альбома предшествовал выход трёх синглов, вошедших в топ-40 лучших хитов Великобритании: «Jacky», «My Hand Over My Heart» и «The Days of Pearly Spencer» (который на сегодняшний день стал последним хитом Алмонда в топ-10 лучших хитов Великобритании).

## История создания альбома
Работая с бывшим участником La Magia и Willing Sinners Билли МакГи и своим товарищем по группе Soft Cell Дэвидом Боллом, а также с различными студийными музыкантами, Алмонд записал альбом в Maison Rouge, Sarm West Studios, Fishermans Room, Берлин, CTS Studios, Berwick St Studios, RAK и Pacific Studios.
Альбом разделен на два раздела: «Grit» и «Glitter», «Гравий» и «Блёстки» соответственно. Первые пять песен вошли в состав «Grit» и были спродюсированы Алмондом, Билли МакГи, Найджелом Хайном и The Grid. Сторону «Glitter» (The Tenement Symphony) продюсировал Тревор Хорн. Обложка была разработана Green Ink, а фотография на обложке — Клангером и Боинком. Обложка альбома имитирует стиль классических пластинок немецкого лейбла Deutsche Grammophon.
Алмонд написал в своей автобиографии, что концепция альбома во многом принадлежала Робу Дикинсу и что он не чувствовал, что альбом действительно отражает его художественное направление в то время, хотя он был рад возможности поработать с Тревором Хорном.
| Оценки критиков               | Оценки критиков |
| Источник                      | Оценка          |
| ----------------------------- | --------------- |
| AllMusic                      | [ 2 ]           |
| Encyclopedia of Popular Music | [ 3 ]           |
| NME                           | 6/10            |

## Список композиций
Все треки написаны Марком Алмондом, кроме указанных отдельно.
| No. | Title                       | Writer(s)               | Length |
| --- | --------------------------- | ----------------------- | ------ |
| 1.  | «Meet Me in My Dream»       | Марк Алмонд и Дэйв Болл | 4:24   |
| 2.  | «Beautiful Brutal Thing»    |                         | 5:02   |
| 3.  | «I’ve Never Seen Your Face» | Марк Алмонд и Дэйв Болл | 5:02   |
| 4.  | «Vaudeville and Burlesque»  |                         | 6:52   |
| 5.  | «Champagne»                 |                         | 5:47   |

| No. | Title                                 | Writer(s)                                            | Length |
| --- | ------------------------------------- | ---------------------------------------------------- | ------ |
| 6.  | «Prelude»                             | Дэйв Болл                                            | 0:23   |
| 7.  | «Jacky»                               | Жак Брель, Жерар Жуанне                              | 4:49   |
| 8.  | «What Is Love?»                       | Брюс Вулли, Тревор Хорн                              | 5:04   |
| 9.  | «Trois Chansons de Bilitis — Extract» | Клод Дебюсси                                         | 0:54   |
| 10. | «The Days of Pearly Spencer»          | Дэвид МакУильямс, Марк Алмонд (дополнительные слова) | 4:22   |
| 11. | «My Hand Over My Heart»               | Марк Алмонд и Дэйв Болл                              | 5:15   |

## Участники записи
- Марк Алмонд — вокал, клавишные, аранжировщик
- Дэвид Болл — синтезатор, программирование
- Энн Дадли — клавишные, аранжировка, оркестровка
- Джей Джей Белль — гитара Салли Брэдшоу — вокал
- Бетси Кук — вокал Митч Далтон — гитара
- Энди Дункан — ударные, перкуссия, программирование перкуссии
- Тревор Хорн — бас в «What Is Love?», орган
- Билли МакГи — клавишные, аранжировщик
- Джулиан Мендельсон — сведение
- Ричард Норрис — программирование ударных инструментов
- Ник Плитас — фортепиано в песне «I’ve Never Seen Your Face»
- Линда Ричардсон — хормейстер
- Ричард Райли — гитара
- Филип Тодд — сопрано и тенор-саксофон
- Тим Вайднер — бас
- Брюс Вулли — клавишные, вокал
- Гэвин Райт — струнный дирижёр
- Найджел Хайн — программирование
- Джулиан Стрингл — кларнет
- Стив Раппорт — дизайн
- Инга Хумпе — программирование, вокал
- Эрик Кодье — гитара, клавишные, программирование
- Макс Лодербауэр — программирование

## Позиции в чартах
| Chart (1991)                     | Peak position |
| -------------------------------- | ------------- |
| Великобритания (UK Albums Chart) | 48            |

| Chart (1992)                     | Peak position |
| -------------------------------- | ------------- |
| Великобритания (UK Albums Chart) | 39            |

| Chart (2023)                                 | Peak position |
| -------------------------------------------- | ------------- |
| Шотландия (Scottish Albums Chart)            | 50            |
| Великобритания (UK Independent Albums Chart) | 18            |